# Berestianka
Berestianka (ukr. Берестянка) – wieś na Ukrainie, w obwodzie kijowskim, w rejonie buczańskim, w hromadzie Borodzianka. W 2001 liczyła 410 mieszkańców, spośród których 405 wskazało jako ojczysty język ukraiński, 4 rosyjski, a 1 osoba się nie zadeklarowała.